# Plattformsspel

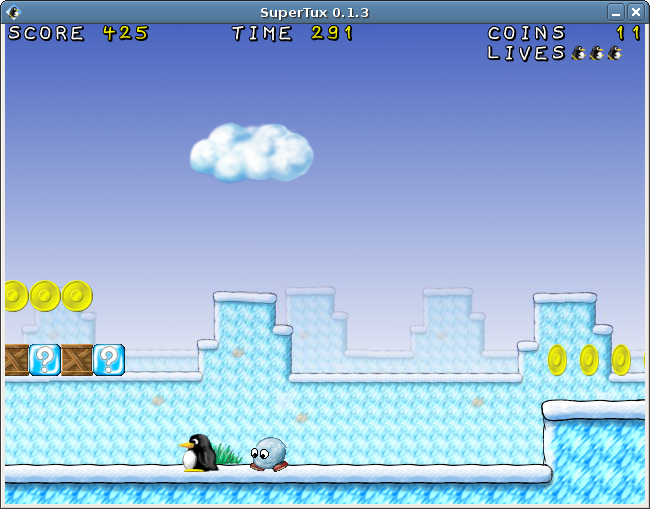
Plattformsspelet SuperTux.

Plattformsspel är en genre inom tv- och datorspel där spelaren styr en spelfigur mellan olika plattformar. För att ett spel ska klassas som plattformsspel ska man själv styra hoppen och det ska vara möjligt att ramla ner eller missa hoppen. Den vanligaste gemensamma nämnaren för plattformsspelen är en hoppknapp. Spel där hoppen sker automatiskt räknas inte till denna genre.
Den mest kända karaktären inom genren är Nintendos Super Mario, som är hjälten i spel som Donkey Kong och Super Mario Bros. Bolaget Sega har även skapat några kända karaktärer: Wonder Boy, som var en populär figur i arkadhallarna under den andra halvan av 1980-talet och då uppträdde i titlarna Wonder Boy, Wonder Boy in Monster Land och Wonder Boy III - Monster Lair, samt Sonic the Hedgehog, som uppträtt i en rad olika spel till samtliga av Segas spelkonsoler.